# Rhysodes sulcatus
Espèce
Rhysodes sulcatus est une espèce européenne d’insectes coléoptères de la famille des Carabidae. Elle a été décrite pour la première fois par Johan Christian Fabricius en 1787.
L’espèce est inscrite à l’annexe II de la Directive Habitats Faune Flore : les États membres de l’UE sont tenus de désigner des sites Natura 2000 afin de préserver son milieu.

## Répartition
Cette espèce se trouve de l’Europe du Sud (nord de l’Espagne) à l’Europe centrale (Caucase). En France, elle est connue du Massif central, dans les gorges de la Rhue et dans les Pyrénées, dans la vallée de l’Aude et dans les vallées d’Ossau et des Aldudes. L’espèce pourrait être présente ailleurs sur ces massifs, mais aussi dans les Alpes où elle était anciennement trouvée.

## Habitat
Rhysodes sulcatus se développe dans des vieilles forêts où des arbres peuvent vieillir et où le bois mort est laissé au sol : son micro-habitat correspond à des grumes cariées au sol (bois pourri, lentement dégradé par des champignons), principalement sur du Sapin pectiné.

## Galerie

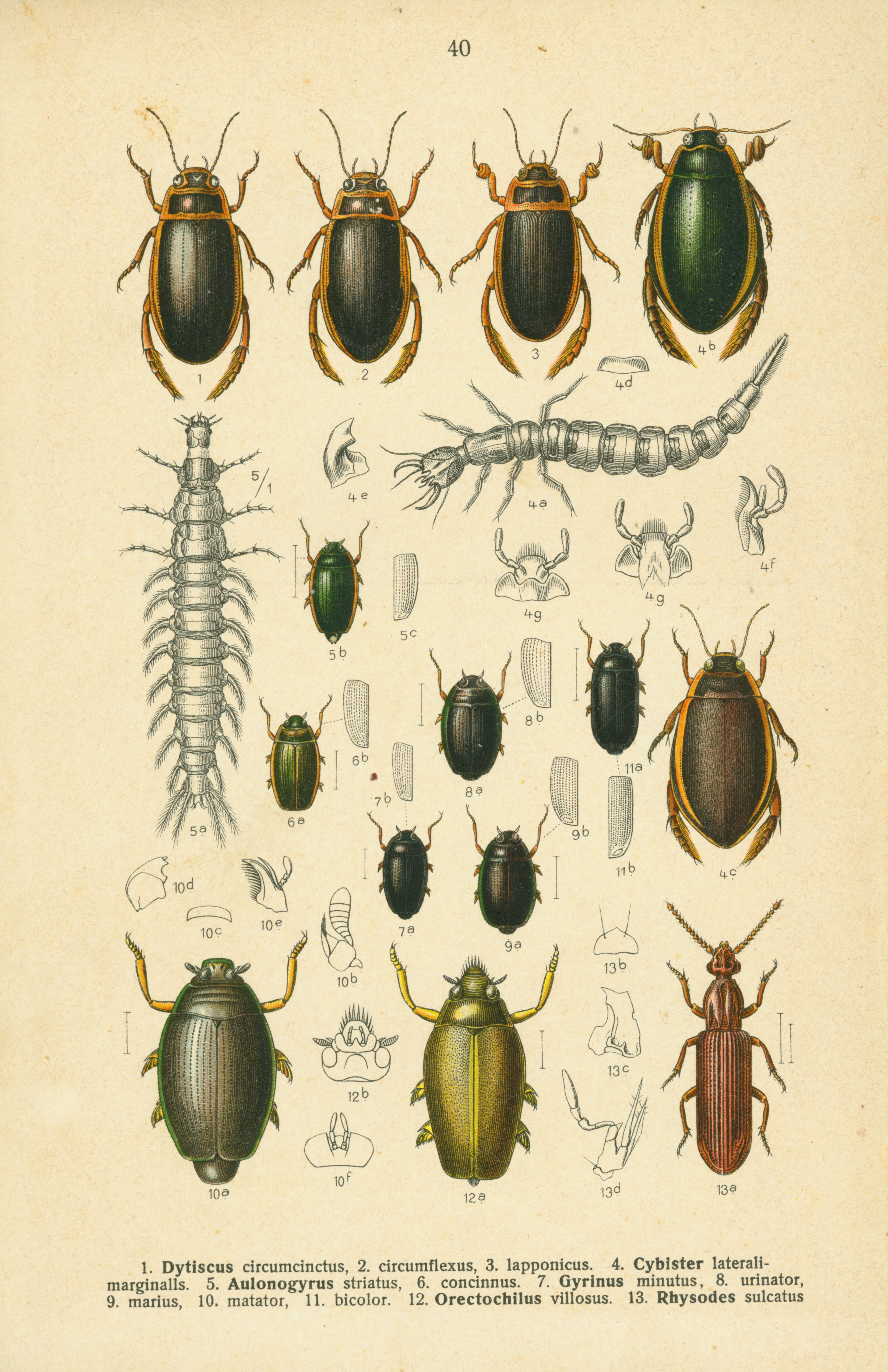
Planche de 1908. Rhysodes sulcatus figure en bas à droite.
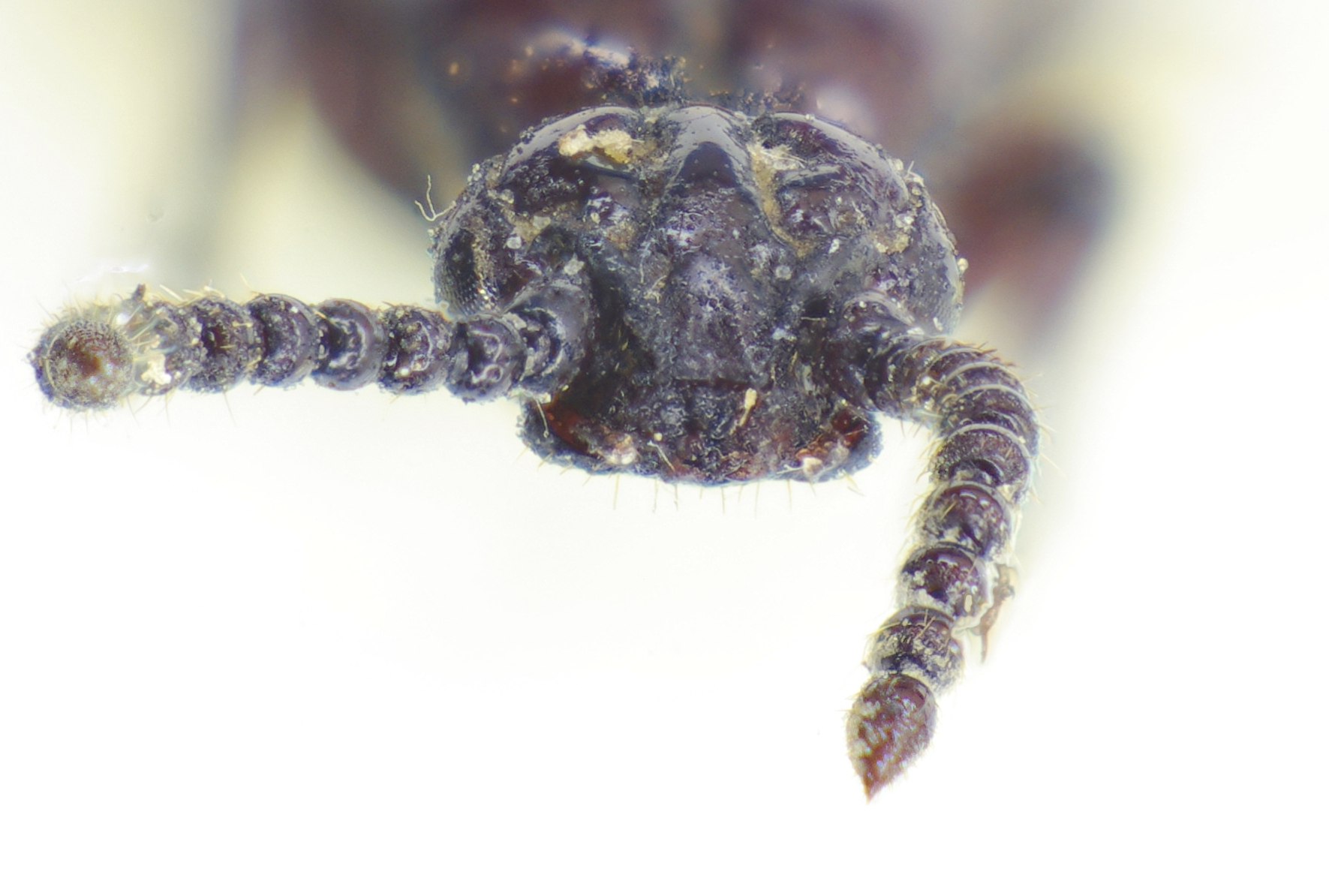
Vue frontale.
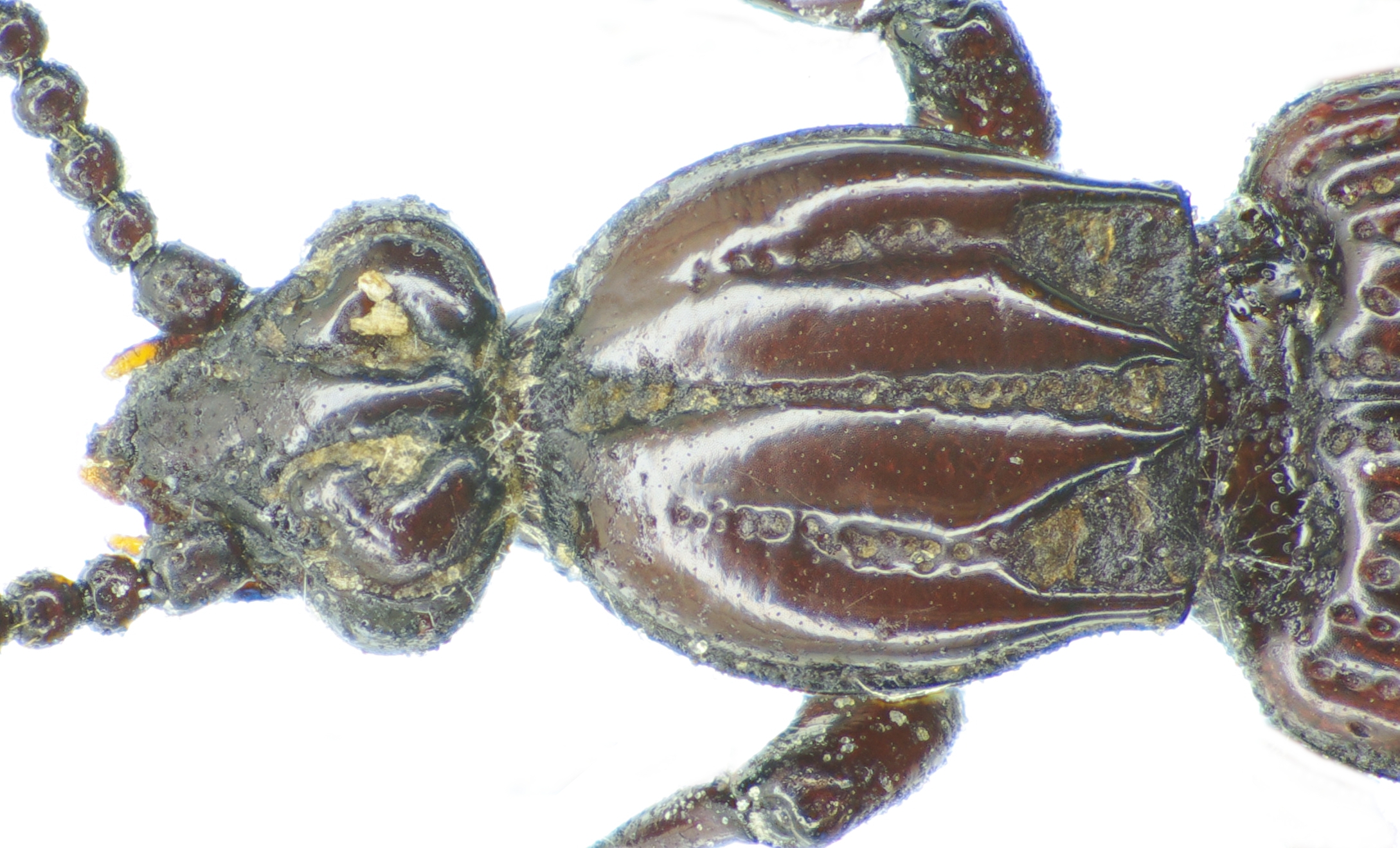
Détail du pronotum.
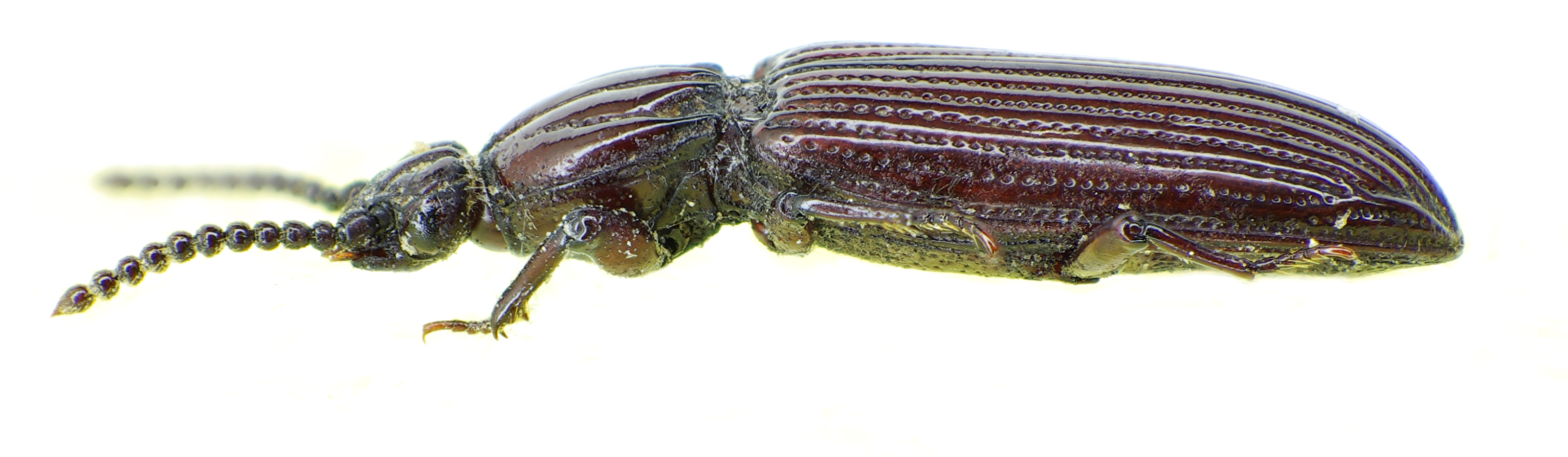
Vue latérale.